# Aleiodes fuscipennis
Aleiodes fuscipennis är en stekelart som först beskrevs av Szepligeti 1904.  Aleiodes fuscipennis ingår i släktet Aleiodes och familjen bracksteklar. Inga underarter finns listade i Catalogue of Life.